# زینب العسکری
زینب العسکری (۶ فوریه ۱۹۷۴) با نام کامل زینب بن غلام بن حسن بن علی العسکری، بازیگر، نویسنده و تهیه‌کننده بحرینی با اصالت گراشی است. او در سال ۲۰۰۹ بازنشسته شد و با عبدالله بن سالم القاسمی ازدواج کرد و حاصل آن سه دختر به نام‌های الزین، الحله و الغله شد.